# Roger Jepsen

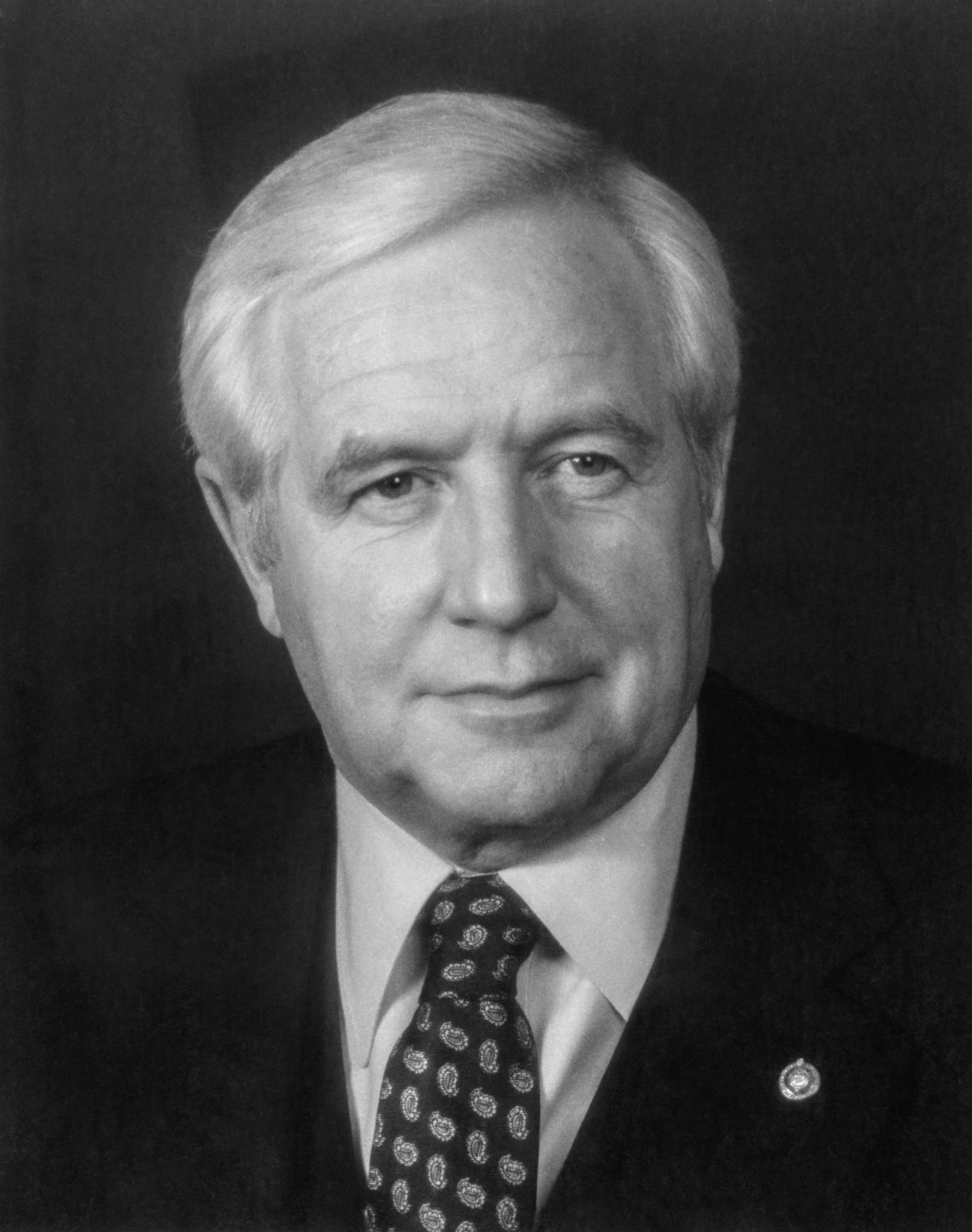
Roger William Jepsen

Roger William Jepsen (* 23. Dezember 1928 in Cedar Falls, Iowa; † 13. November 2020 in Bettendorf, Iowa) war ein US-amerikanischer Politiker (Republikanische Partei). Er vertrat den Bundesstaat Iowa von 1979 bis 1985 im US-Senat.

## Leben
Roger Jepsen, Sohn von Emil Jepsen und Esther Sorensen, graduierte 1953 als Master an der Arizona State University in Tempe. Er ist seit 1958 mit Dee Ann Jepsen (geborene Delaney) verheiratet und hat sechs Kinder. In der Zeit von 1946 bis 1947 diente er bei der Armee. Von 1948 bis 1960 war er bei der Reserve.
Er war Manager bei der Connecticut General Life Insurance Co. in Davenport. Seine Wirtschaftskenntnisse sammelte er ab 1973 als Präsident der H.E.P Marketing Co. of Davenport und als Vizepräsident der Agridustrial Electronics Co. of Davenport. Von 1962 bis 1965 war er Supervisor des Scott County, von 1966 bis 1968 gehörte er dem Senat von Iowa an. Von 1969 bis 1972 amtierte er als Vizegouverneur des Staates unter Gouverneur Robert D. Ray. Er gewann 1978 überraschend die Wahl zum US-Senator für Iowa mit 51,1 Prozent der Stimmen gegen den demokratischen Amtsinhaber Dick Clark. Während seiner Senatszeit von 1979 bis 1984 war er Mitglied im Agrarausschuss, Verteidigungsausschuss und Wirtschaftsausschuss.
Im April 1985 wurde er von Präsident Ronald Reagan zum Vorsitzenden der Finanzmarktaufsicht National Credit Union Administration Board berufen. Er hatte den Posten bis 1993 inne.
Zuletzt lebte er mit seiner Familie in Alexandria (Virginia).

## Organisationen
- Freimaurer
- Shriners
- Izaak Walton League of America[5]